# Ashley Humbert
Pour les articles homonymes, voir Humbert.
Ashley Humbert, né le 19 février 1982 à Wagga Wagga, est un coureur cycliste australien.

## Palmarès
- 2001
  - 2e de la Baw Baw Classic
- 2004
  - 3e étape du Grand Prix Guillaume Tell
  - 3e de Parme-La Spezia
- 2005
  - Milan-Tortone
  - 3e du Giro del Belvedere
  - 3e de la Coppa Penna
  - 3e du Tour d'Émilie amateurs
- 2006
  - Parme-La Spezia
  - 8e étape du Girobio
  - Trofeo Quintino Broglia Marzé
  - 2e du Trophée Edil C
  - 3e du Giro del Belvedere
- 2007
  - Coppa Romano Ballerini
  - Trofeo Pizzeria Rosalpina
  - 2e de la Medaglia d'Oro Frare De Nardi
  - 2e de Milan-Tortone

## Classements mondiaux
| Année           | 2005 | 2006 | 2007   |
| --------------- | ---- | ---- | ------ |
| UCI Europe Tour | 495e | 347e | 1 108e |